# バッファロー (地雷除去車)
バッファロー（Buffalo）は、南アフリカ共和国が開発した4×4輪駆動の歩兵機動車、キャスパー装甲兵員輸送車をベースにフォース・プロテクション社が製造した6×6輪駆動の地雷防護車である。MRAP-I カテゴリー3（爆発物処理/IED除去車輌）に分類されている。

## 概要
車体に取り付けられた大型アームにより爆発物処理が行える。アームは、車内から操作することが可能であり、カメラ、センサーなどもアームに装備されている。これにより安全に爆発物を解体する事ができる。バスほどの大きさであるのにもかかわらず、時速100km以上を出せる。
地中に仕掛けられた爆発物が万が一爆発した場合でもその爆発の爆風や衝撃を逃がせるように、シャーシはV字型車体と呼ばれる構造を採用している。また、BAEシステムズ社開発のL-ROD バー・アーマーを取り付けることにより、RPG-7対戦車ロケット弾攻撃などからの防御も行えるようになる。
車両に取り付けられたガラスの厚さは6インチであり、タイヤはランフラットタイヤを装備している。
生産当初は武器は装備していなかったが、後からM153 CROWS II（遠隔操作式機銃）を車体上に搭載し、M240 7.62mm機関銃またはM249 5.56mm機関銃を搭載している例も見られる。
2004年にアメリカ軍は少数のバッファローを配備し、イラクでの運用を始めた。2008年6月までにフォース・プロテクション社は200両のバッファローをアメリカ軍向けに納品した。
2009年に、フォース・プロテクション社は改良型の"バッファロー A2"の生産を開始した。A2型の改良点は、走行装置・エンジンの改良、空調装備の改良などである。A2型の外見上の最もわかりやすい識別点は、フロントバンパーが大型化している事である。フォース・プロテクション社は2011年にジェネラル・ダイナミクス・ランド・システムズに吸収合併され、その一部となったが、バッファローの生産は継続され、A2型は2014年6月までに795両が生産された。

## 運用国

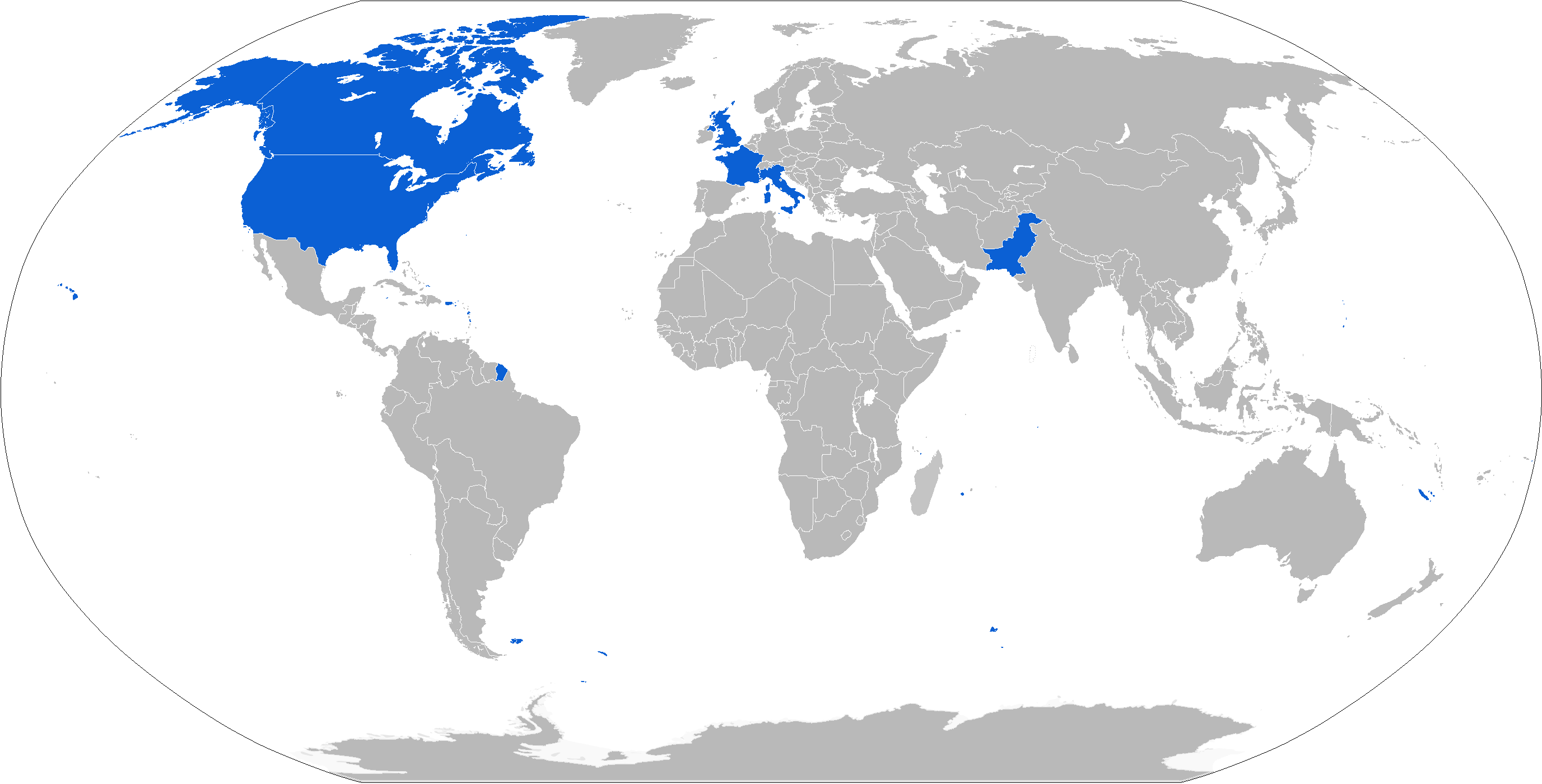
バッファロー運用国（青色）

アメリカ合衆国
200両のA1型、および約450両のA2型。
 イギリス
18両
 カナダ
当初5両、2009年に10両が追加発注された。最終的に19両がカナダ軍のアフガニスタンでの作戦（ISAF）で使用された。2011年にカナダ軍がアフガニスタンを撤退後は、アメリカ軍も含め本車のアフガニスタンでの運用は確認されていない。
 フランス
2008年に5両を受領。2023年時点で、フランス陸軍が4両のバッファロー（爆発物除去車型）を保有している。
 イタリア
6両

## 画像

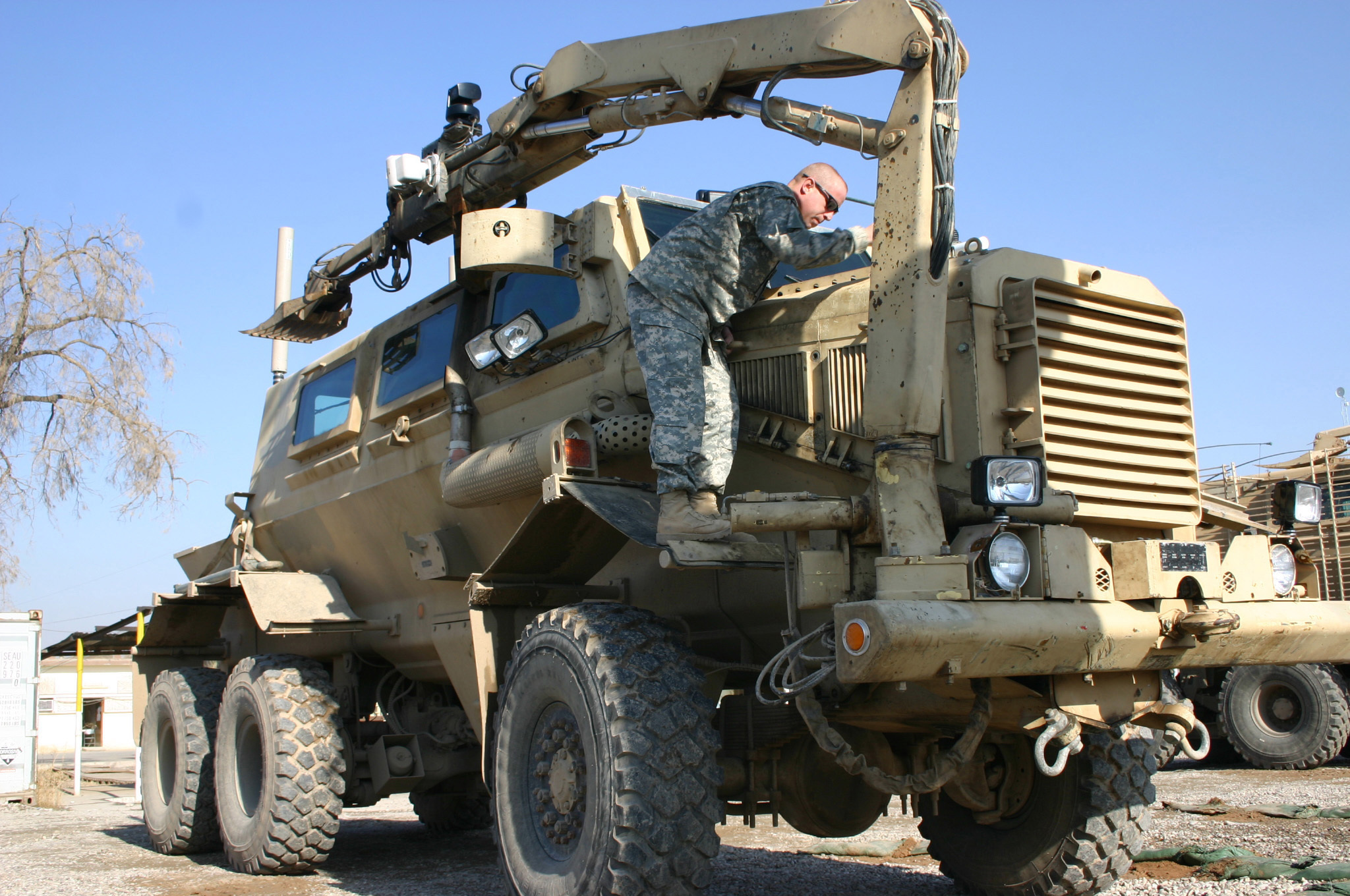
アメリカ陸軍のバッファロー。2008年、イラク、キルクーク。
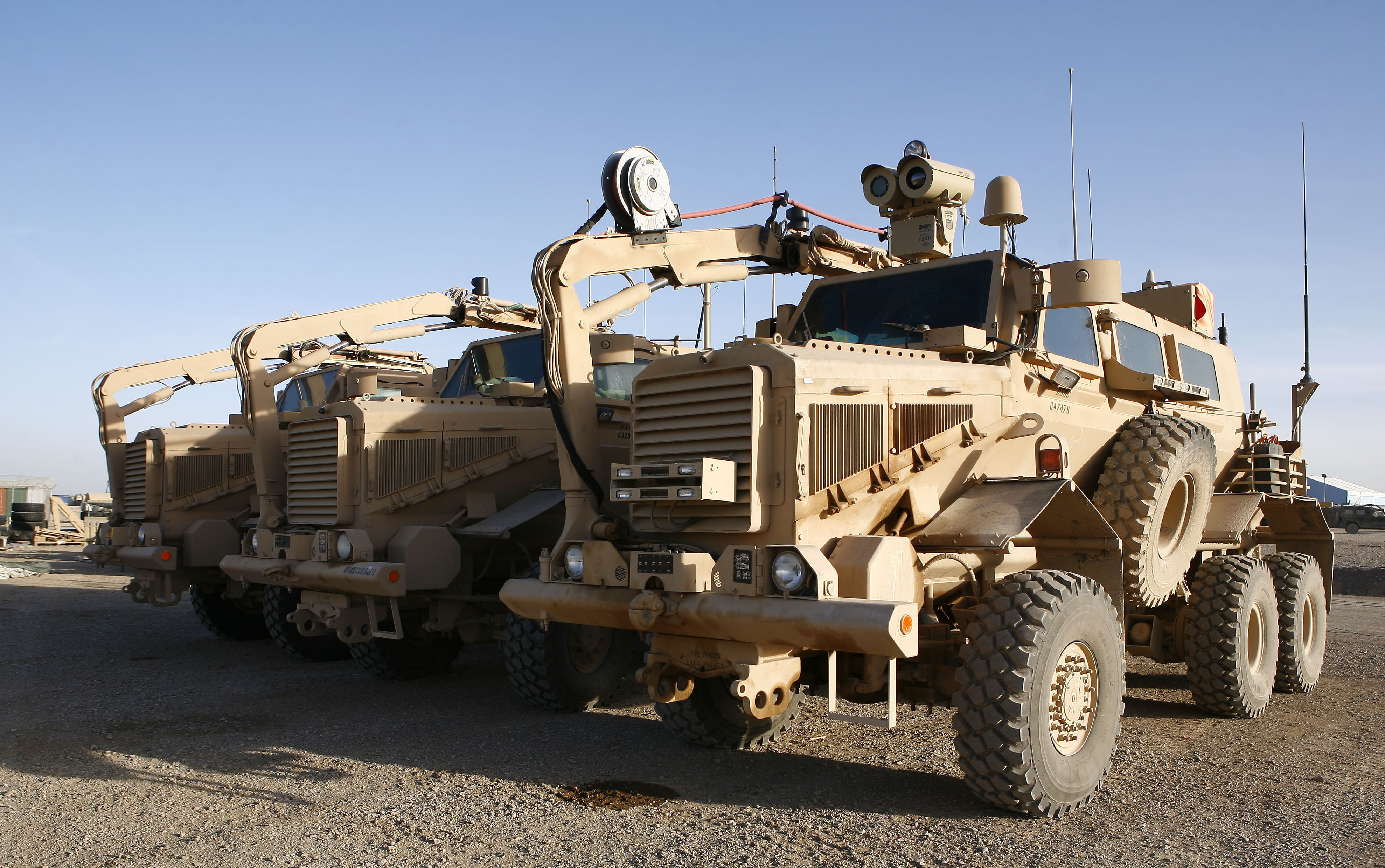
アメリカ海兵隊のバッファロー。2009年、アフガニスタン。
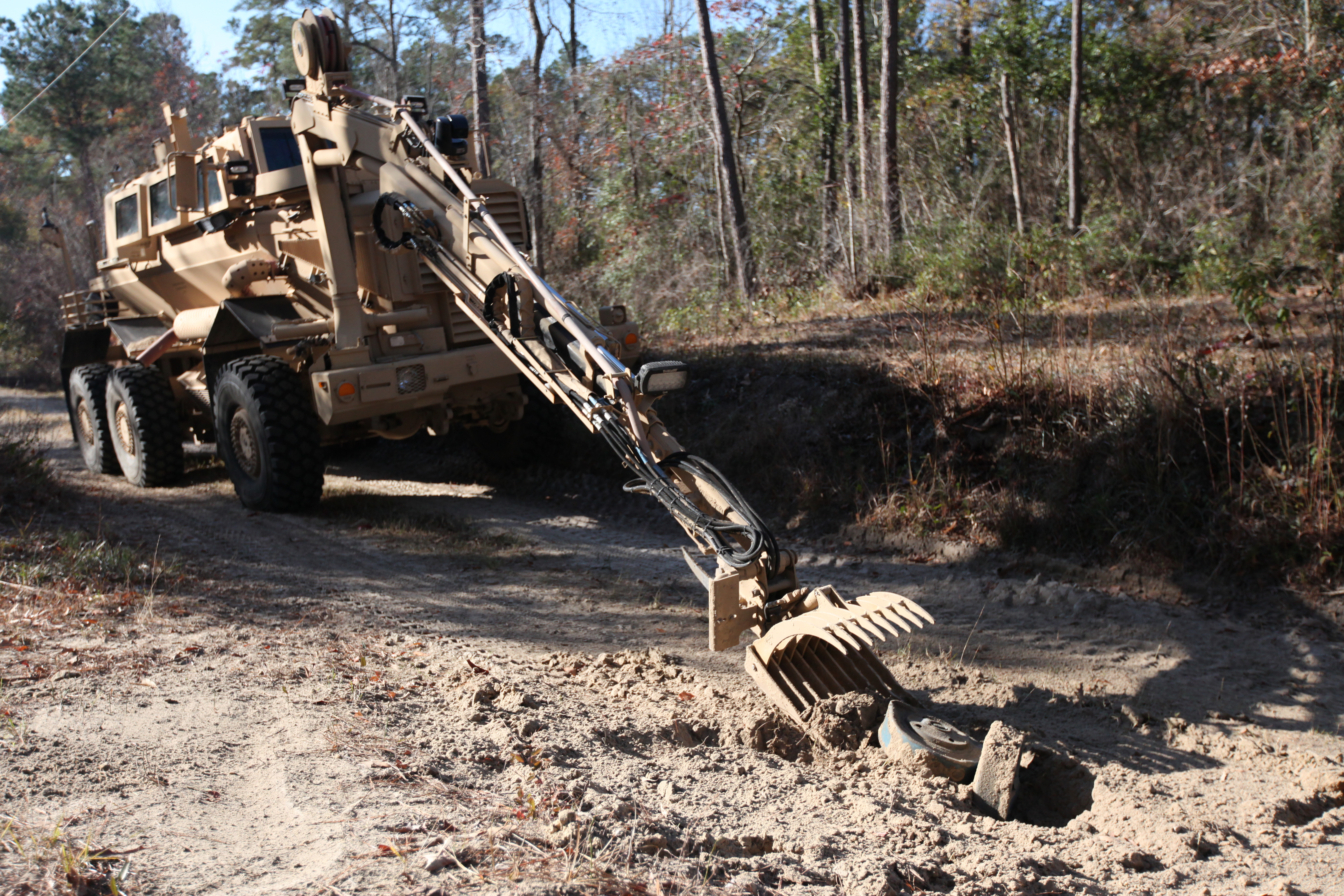
ロボットアームを使用するバッファロー。2011年、海兵隊、キャンプ・レジューン。
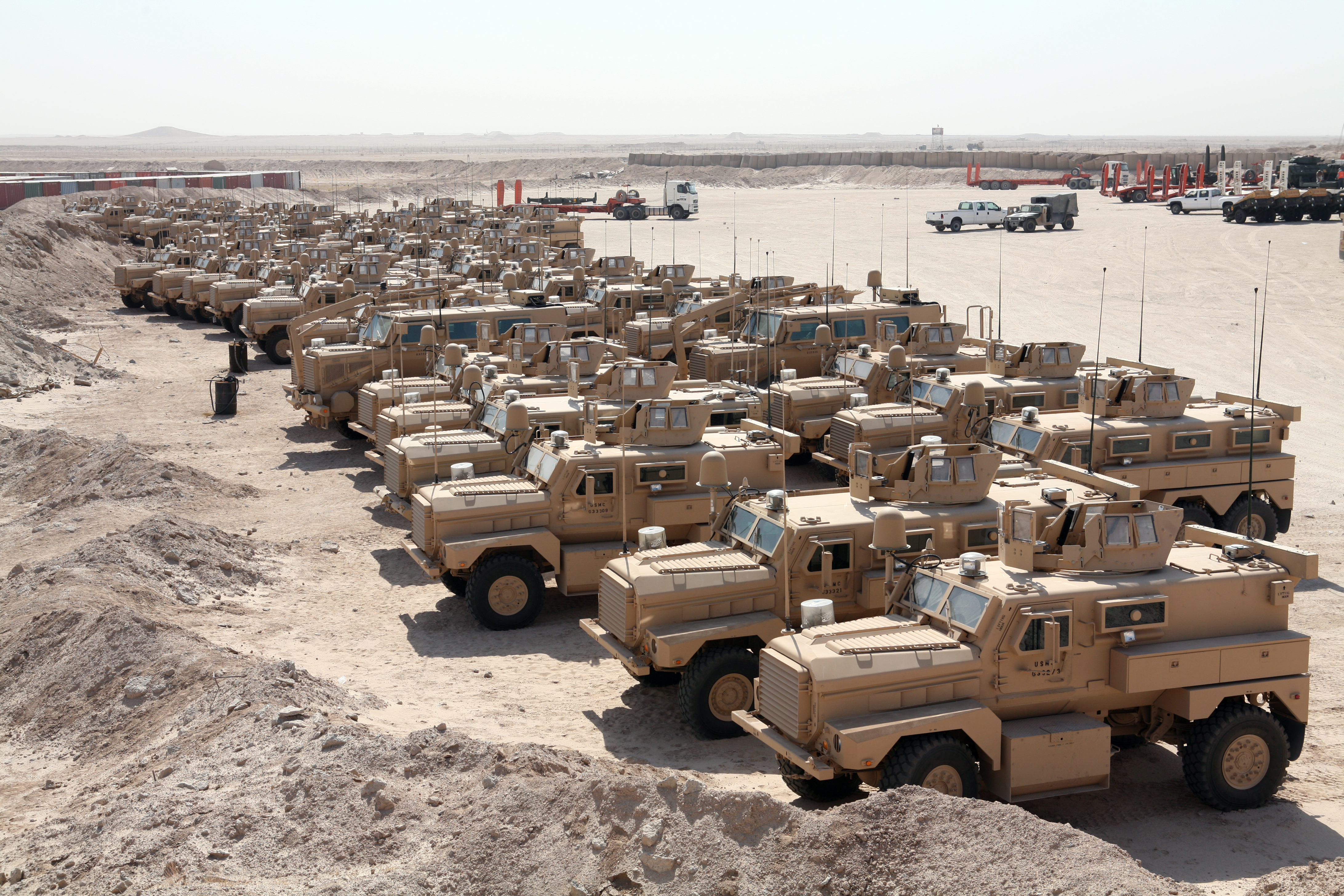
クーガーと共に整列するバッファロー。2007年、イラク国内、海兵隊司令部。
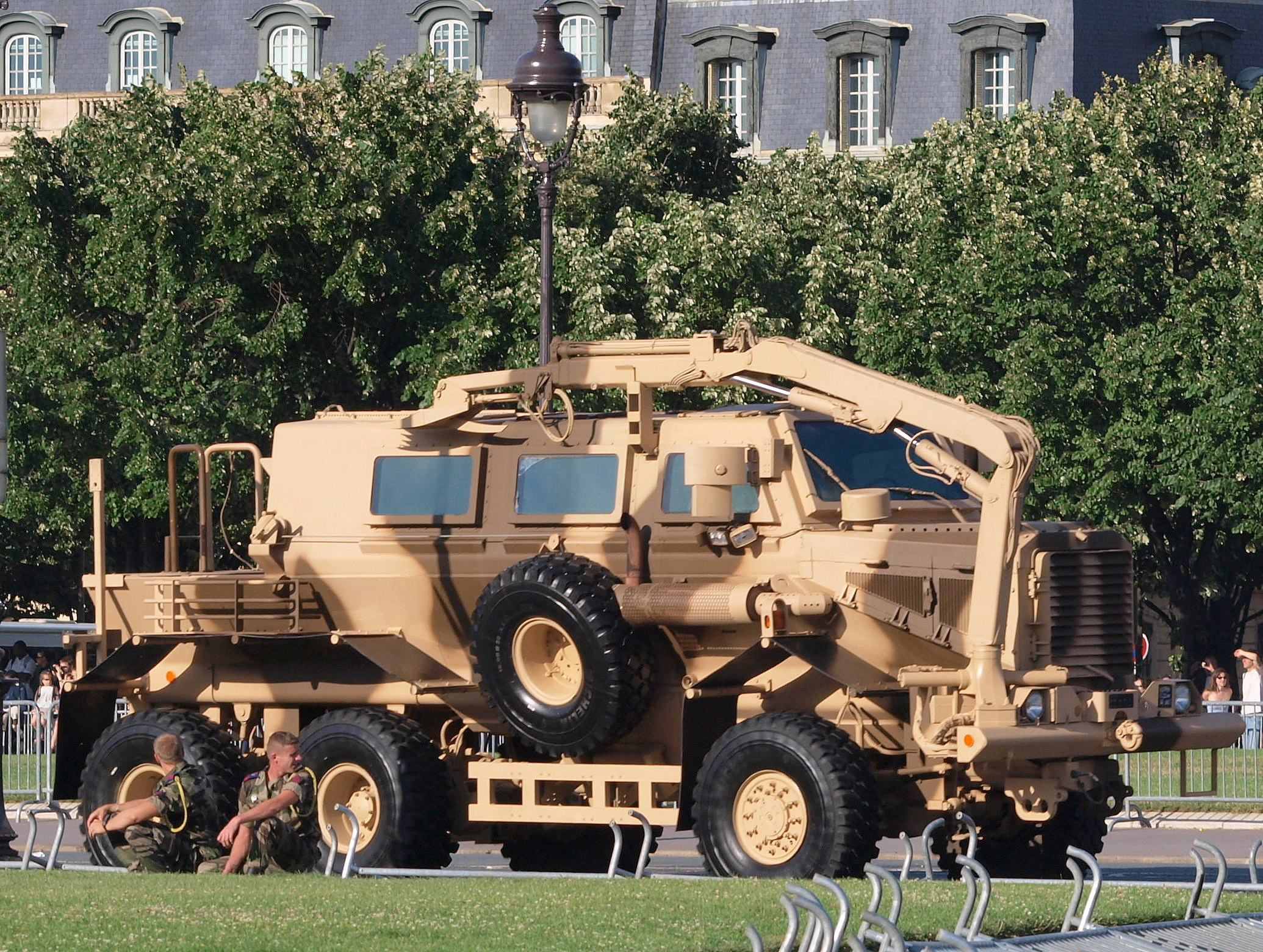
迷彩塗装が施されたフランス軍のバッファロー。
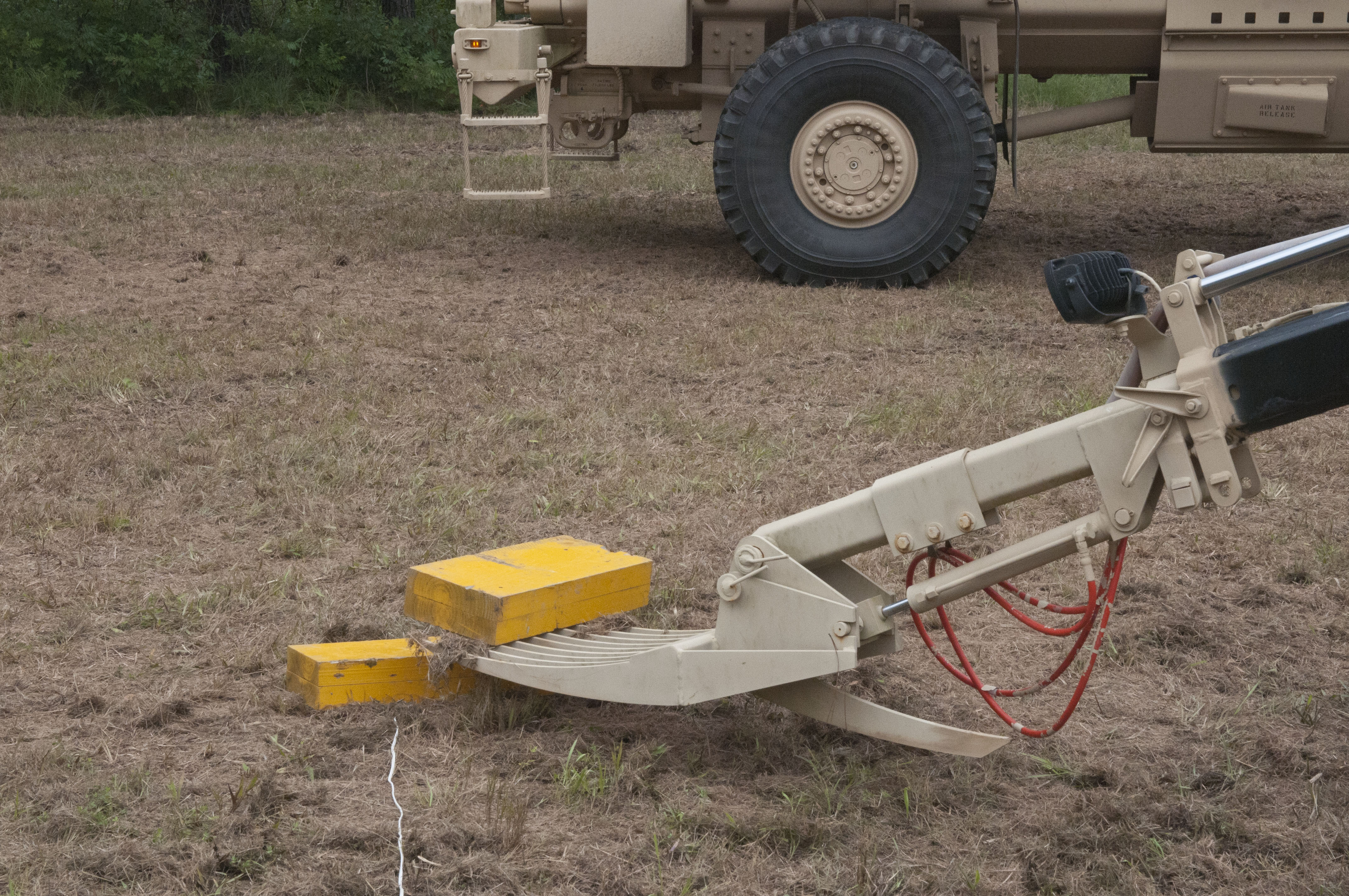
ロボットアーム先端部。

## 登場作品

### 映画
『トランスフォーマー (映画シリーズ)』
『トランスフォーマー』
ディセプティコンの1人、ボーンクラッシャーが変形。アーム先端のクローは実際の車両よりもかなり大きめに作られている。
『トランスフォーマー/リベンジ』
ディセプティコンの1人が変形。ボーンクラッシャーの同型機だが作中ではビークルモードのみの登場。